# 草酸铒
草酸铒是铒的草酸盐，化学式为Er2(C2O4)3，存在无水物和水合物。它的十水合物受热分解得到无水物，继续加热得到氧化铒。它和盐酸反应得到H[Er(C2O4)2]·6H2O。